# FC Dajti
KFF Dajti – albański klub piłki nożnej kobiet, mający siedzibę w mieście Tirana, stolicy kraju. Obecnie występuje w Kampionati Femrave.